# Jini
Jini, en ciències de la computació, i també anomenat Apache River és un concepte d'arquitectura de xarxa adreçada a sistemes distribuïts amb l'objectiu de tenir serveis cooperatius. Originàriament va ser desenvolupat per l'empresa Sun Microsystems. Jini va ser distribuït amb la llicència de codi obert (llicència Apache). La responsabilitat del manteniment de Jini ha estat traspassada a Apache sota el nom "River".
Jini permet connectar qualsevol dispositiu independentment del sistema operatiu.

## Història i versions
| Versió | Data             |
| ------ | ---------------- |
| inici  | Juliol 1998      |
| 2.2.0  | inici arxiu      |
| 2.2.1  | 4 Maig 2013      |
| 2.2.2  | 18 Novembre 2013 |
| 2.2.3  | 21 Febrer 2016   |
| 3.0.0  | 5 Octubre 2016   |

## Característiques
Jini consisteix en 4 capes :
- Servei de directori.
- JavaSpace
- Invocació de mètode remot (RMI)
- Boot, Join, i protocol de discovery[5]